# 파와드 칸
파와드 아프잘 칸(1981년 11월 29일 ~ , 우르두어: فواد افضل خان)은 파키스탄의 배우, 가수, 모델이다.

## 텔레비전
- 마히라 칸
- 미즈 마블 (드라마)

## 기타
- 2015년 노래 "Urain Ge": 가수 알리 자파르